# Rakaia lindsayi
Espèce
Rakaia lindsayi est une espèce d'opilions cyphophthalmes de la famille des Pettalidae.

## Distribution
Cette espèce est endémique de la région du Southland en Nouvelle-Zélande. Elle se rencontre sur Taukihepa.

## Description
Le mâle holotype mesure 2,25 mm.

## Étymologie
Cette espèce est nommée en l'honneur de C. Lindsay.

## Publication originale
- Forster, 1952 : « Supplement to the Sub-order Cyphophthalmi. » Dominion Museum Records in Entomology, vol. 1, no 9, p. 179–211.